# زنان آسوده‌خاطر

زنان آسوده‌خاطر (انگلیسی: Ladies of Leisure) درامِ عاشقانه‌ی پیشاکدی‌ست به کارگردانی فرانک کاپرا، و بازیگری باربارا استنویک و رالف گریوز که در سال ۱۹۳۰ منتشر شد. فیلمنامه‌ی آن را جو سورلینگ بر اساس نمایشنامه‌ی (سال ۱۹۲۴) میلتون هربرت گروپر با عنوان زنان سرشب نوشته است که ۱۵۹ اجرا در برادوی داشت.
اکثر نقدهایِ زنان آسوده‌خاطر مثبت بود و بازی استنویک مورد تحسین منتقدان قرار گرفت. موفقیتِ فیلم استنویک را به ستاره تبدیل کرد.

## خلاصه‌ی داستان
هنرمند جوانی به نام جری استرانگ، پسر یک سرمایه‌دار بزرگِ راه‌آهن، به دوستش بیل استندیش اجازه داده که مهمانی شب سال جدید را در پنت‌هاوس او در نیویورک (که استودیوی او نیز هست) برگزار کند، ولی خودش در میانه مهمانی را ترک می‌کند. جری در حال رانندگی در خارج از شهر به کِی آرنولد برمی‌خورد که خودش را "پارتی گرل" توصیف می‌کند و معلوم می‌شود که او هم از یک مهمانی (بر روی یک کشتی تفریحی) فرار کرده است. جری او را به شهر برمی‌گرداند، چیزی در او دیده که باعث می‌شود از او بخواهد تا مدل نقاشی‌اش با نام "امید" بشود. در اولین جلسه جری آرایش کِی را پاک می‌کند تا روح واقعی او را نشان دهد. استندیشِ همیشه مست و مهمانی-رو کِی را برای سفری به هاوانا با کشتی گردشی دعوت می‌‌کند. کِی دعوت را رد می‌کند. 
آشنایی آن دو با هم منجر به عاشق شدن کِی می‌شود و از گذشته‌ی خود پشیمان می‌شود. این موضوع در چهره‌ی او بازتاب پیدا می‌کند و حالت چهره‌ای که جری الهام‌بخش خود می‌دانسته سرانجام پیدا می‌شود. آن شب کار نقاشی آنقدر طول می‌کشد که در آخر جری به کِی پیشنهاد می‌دهد که شب را در آنجا بماند. 
فردا صبح پدر جری به آپارتمانش می‌آید و از او می‌خواهد که کِی را روانه کند و با نامزد طولانی مدتش کلر کالینز ازدواج کند. جان (پدر جری) به همه چیز درباره‌ی گذشته‌ی کِی دست پیدا کرده و کِی نیز چیزی را انکار نمی‌کند. زمانی که جری نمی‌پذیرد، جان با تهدید آنجا را ترک می‌کند. کِی تصمیم می‌گیرد جری را برای مصلحت خودش ترک کند، جری عشقش را به او اعتراف می‌کند. کِی می‌گوید که با هم به آریزونا بروند (جایی که در آن شب طولانی جری درباره‌ی آسمان شبش با کِی صحبت کرده است).
مادر جری به دیدن کِی می‌آید. گرچه کِی او را قانع می‌کند که حقیقتا جری را دوست دارد، ولی باز خانم استرانگ از او مصرانه می‌خواهد که جری را ترک کند. کِی با پریشانی می‌پذیرد و تصمیم می‌گیرد با بیل استندیش به هاوانا برود. هم‌اتاقی و دوست خوب کِی، دات لامار، برای گفتن موضوع به نزد جری می‌شتابد، ولی زمانی به آنجا می‌رسد که کشتی اسکله را ترک کرده است. ناامید، کِی  با پریدن در آب سعی می‌کند خودکشی کند. وقتی در بیمارستان به هوش می‌آید جری در کنار تختش است.     

## بازیگران
- باربارا استنویک در نقش کِی آرنولد
- رالف گریوز در نقش جری استرانگ
- لاول شرمن در نقش بیل استندیش
- ماری پره‌وو در نقش دات لامار
- جورج فاست در نقش جان استرانگ
- ننس اونیل در نقش خانم استرانگ
- جولیت کامپتون کلر کالینز
- جانی واکر در نقش چارلی
- جی ایتن

## تولید
زنان آسوده‌خاطر که عنوان اولیه‌اش "زنان سرشب" بود، پنجمین فیلم صدادار فرانک کاپرا و اولین فیلمی بود که در کلمبیا پیکچرز، هری کوهن اختیار تام به او داده بود. پس از شروع به کار کاپرا بر روی فیلمنامه و تهیه‌ی پیش‌نویس اولیه، کوهن از جو سورلینگ می‌خواهد که روی فیلمنامه کار کند. سورلینگ در ابتدا رد کرد چون به نظرش داستان خیلی ضعیفی داشت ولی سرانجام راضی به انجام کار می‌شود.
با وجود آنکه هر سه کار قبلی استنویک هم در گیشه و هم در بین منتقدان شکست خورده بودند، کوهن مصمم به انتخاب او برای نقش کِی بود؛ هر چند استنویک در آستانه‌ی بازگشت به ریشه‌های تئاتری خود در شهر نیویورک بود. او موافقت کرد که با کاپرا (که بازیگر دیگری را در نظر داشت) دیداری داشته باشد، اما مصاحبه بد پیش رقت. همسر استنویک، فرانک فی هنگامی که استنویک با گریه به خانه بازگشت، عصبانی شد و برای شکایت به کاپرا زنگ زد. کارگردانِ متعجب گفت که استنویک طوری رفتار کرده بود که گویا نقش را نمی‌خواهد. فی اصرار می‌کند که کاپرا تستِ استنویک برای فیلم دام را ببیند، کارگردان پنان تخت تاثیر قرار می‌گیرد که از کوهن می‌خواهد فورا با او قرارداد امضا کند.